# Lorenzo Casanova Ruiz
Lorenzo Casanova Ruiz – hiszpański malarz.
Studiował w Walencji pod okiem Daniela Cortina. Pochodził z niezamożnej rodziny, był synem rzeźnika. Dalsze artystyczne studia umożliwiło mu stypenium prowincji Alicante, dzięki któremu mógł wyjechać do Rzymu, gdzie przebywało wielu utalentowanych hiszpańskich artystów. Od 1873 r. studiował na Akademii Chiggi gdzie zaprzyjaźnił się z Mariano Fortuny, Joaquinem Agrasot, Ignacio Pinazo Camarlench i José Benlliure y Gil. W Rzymie spędził w sumie osiem lat, dzieła z tego okresu to: Escena de mesón, El bodeguero, El pozo de los franciscanos, Cervantes leyendo El Quijote, Zambra gitana, Portadora de agua, Tocador de guitarra, Dos viejos conocidos i Retrato de caballero.
Po powrocie do kraju razem z malarzem Eduardo Rosales studiował na Królewskiej Akademii Sztuk Pięknych św. Ferdynanda w Madrycie, gdzie nauczycielem był Federico Madrazo. Ożenił się z Marią Teresą Miró Moltó, był wujem i protektorem poety Gabriela Miró.
Jego najbardziej znane dzieła to Gabriel Miró niño, Primeros pasos, Cabeza de Moro, El poeta, Escena de amor cómplice, Muchacha con clavel, Retrato de Joaquín Sorolla y su esposa Clotilde, El Fraile y el Bodeguero.
Po śmierci ojca w 1879 r. powrócił do rodzinnego Alcoy i otworzył własną akademię sztuki Centro Artístico. Osiedlił się w Alicante, gdzie założył szkołę Academia de Casanova. Jego uczniami byli m.in. Lorenzo Aguirre, Andrés Buforn, Fernando Cabrera Cantó, Lorenzo Pericás Ferrer, Emilio Varela Isabel.